# Usman dan Fodio
Shaihu Usman dan Fodio (en árabe: عثمان بن فودي ، عثمان دان فوديو‎), nacido Usuman ɓii Foduye y también conocido en ocasiones como Shaikh Usman Ibn Fodio, Shehu Uthman Dan Fuduye o Shehu Usman dan Fodio (1754-1817), fue el fundador del Califato de Sokoto en 1809, profesor religioso, escritor y propagandista islámico. Dan Fodio formaba parte de la etnia fulani urbanizada que vivía en los estados hausa, en lo que es actualmente el norte de Nigeria. 
El término de Shehu hace alusión a una expresión relacionada con la orden Qadiriyya (Shaykh), que lo identificaría como el líder de la Hermandad, en su caso, de Sudán Central.
En su vida familiar tuvo doce mujeres y treinta y siete hijos, entre los más famosos Nana Asma’u y Muhammad bello.

## Biografía
Nació sobre 1754 en Gobir, actualmente en Nigeria, en la etnia fulani. 
La educación que recibió fue, fundamentalmente, por parte de su padre basada en el sistema tradicional, aprendió a leer y escribir en árabe, memorizó el Corán y adquirió conocimientos de legislación, aritmética y gramática. 
Su vida se podría dividir en dos partes, la primera hasta 1802 se dedicó a escribir, predicar y reformar. En 1774 comenzó a enseñar en áreas rurales las buenas maneras de practicar el islam y un mensaje revolucionario dentro del territorio. La segunda fase comenzaría en 1802 hasta su muerte, en la que lucharía directamente contra la tiranía de los Estados hausa.  
Durante esta segunda etapa, sufrió un atentado en 1804, que llevaba alrededor de veinte años planeandose, por parte del gobernador de Gobir, Yunfa dan Nafata, debido a la gran influencia de sus sermones. Como respuesta a este ataque, Shehu lanza la Yihads fulani (1804-1808). 
Sin embargo, fue un líder militar no activo debido a la edad que tenía, por lo que se encargó de temas vinculados con la Yihad. 
Se dio a conocer como predicador religioso. El soberano del estado haussa de Gobir, Yunfa, le consideraba una persona peligrosa, por lo que intento asesinarlo en 1802. Como respuesta, el orador religioso lanzó contra su estado una campaña militar, conocida como Yihad Fulani, entre 1804 y 1808.
En 1808 conquistan la última zona dominada por Hausa, y Shehu impuso la Ley Islámica siguiendo la escuela Maliki, formando el Califato de Sokoto, donde sometió diversos territorios próximos hasta alcanzar el norte del actual Camerún, con lo que creó un nuevo estado musulmán. Se proclamó entonces emir de los creyentes (amir al-muminin). En 1810, en una nueva campaña, sometió el estado de Liptako, en el Alto Níger. Fracasó, no obstante, en su intento de ataque (1808-1810) en el este sobre el antiguo sultanato de Bornú, en las orillas del lago Chad. Sus tropas fueron vencidas por Mohamed El-Kanemi, valido del sultán.
En 1815, decide mudarse a la capital del Califato, Sokoto, donde morirá dos años más tarde, el 20 de abril de 1817.

## Obras
Escribió más de 100 trabajos en árabe y unos 50 en fulfude, con la religión, cultura, gobierno, ley y sociedad como temas principales. Sirvieron fundamentalmente como instrumento para influir a las masas con su mensaje.